# 郑营乡
郑营乡是中国山东省菏泽市鄄城县下辖的一个乡。

## 行政区划
郑营乡下辖东街村、西街村、钟楼村、董庄村、刘固堆村、前董湖村、李楼村、小垓村、信义村、李园村、夏垓村、刘庄村、西曹村、孙庄村、河李庄村、西于庄村、西王尹村、鲁王仓村、韩屯村、赵堂村、牛楼村、陈集村、陈水坑村、张口村、靳庄村、陈庄村、刘灿武村、王屯村、冯庄村。